# メイシオ・ブラウン
メイシオ・ブラウン（Maceo Brown、1995年9月1日 - ）は、アメリカ合衆国のラグビー選手。

## プロフィール
- アメリカ・アリゾナ州テンピ出身[1]。
- ポジションはユーティリティBK。
- 身長 185cm、体重 86kg

## 略歴
2020年、サンディエゴ・リージョンに加入。
そして2021年、東京五輪の7人制アメリカ代表に選ばれた。